# Чемпионат СССР по самбо 1987
41-й Чемпионат СССР по самбо проходил в Ташкенте с 12 по 15 марта 1987 года.

## Медалисты
| Весовая категория              | Золото                                        | Серебро                                   | Бронза                                                              |
| ------------------------------ | --------------------------------------------- | ----------------------------------------- | ------------------------------------------------------------------- |
| Наилегчайший вес (до 48 кг)    | Андрей Ходырев «Динамо» (Москва)              | Аскар Шайхиев Уральск                     | Сергей Кондрашкин «Динамо» (Москва) Игорь Пискарев Ташкент          |
| Легчайший вес (до 52 кг)       | Бобомурад Файзиев «Динамо» (Ташкент)          | Гурген Тутхалян Вооружённые Силы (Ереван) | Виктор Тихонов Вооружённые Силы (Фрунзе) Алмас Мусабеков Джезказган |
| Полулёгкий вес (до 57 кг)      | Антон Новиков Вооружённые Силы (Ленинград)    | Ильдус Габдулхаков Профсоюзы (Чайковский) | Геннадий Кван Вооружённые Силы (Москва) Эльчин Султанов Баку        |
| Лёгкий вес (до 62 кг)          | Александр Аксёнов «Буревестник» (Владивосток) | Игорь Алёхин Вооружённые Силы (Куйбышев)  | Евгений Васягин «Труд» Кстово Гагик Казарян Ереван                  |
| 1-й полусредний вес (до 68 кг) | Владимир Япринцев Вооружённые Силы (Минск)    | Нурмурад Аннамухамедов Ашхабад            | Константин Кузьмин Киев Евгений Есин «Труд» Кстово                  |
| 2-й полусредний вес (до 74 кг) | Эркин Халиков Ташкент                         | Виктор Бухвал Вооружённые Силы (Минск)    | Василий Швая «Труд» (Краснокамск) Николай Зуев «Труд» (Свердловск)  |
| 1-й средний вес (до 82 кг)     | Джемал Мчедлишвили Тбилиси                    | Гусейн Хайбулаев Профсоюзы (Краснодар)    | Гурам Черткоев Орджоникидзе Геннадий Евдокимов Ленинград            |
| 2-й средний вес (до 90 кг)     | Хамид Хапай Вооружённые Силы (Майкоп)         | Александр Пушница «Динамо» (Омск)         | Рамазан Беданоков Минск Сергей Злобин «Динамо» (Киев)               |
| Полутяжёлый вес (до 100 кг)    | Владимир Гурин Майкоп                         | Павел Биндлер Минск                       | Игорь Смирнов Москва Николай Жихарев Вооружённые Силы (Москва)      |
| Тяжёлый вес (свыше 100 кг)     | Владимир Шкалов Вооружённые Силы (Москва)     | Владислав Ратов «Динамо» (Москва)         | Владимир Емельянов Минск Виктор Сердюков Симферополь                |